# حزب‌الله حجاز
حزب‌الله حجاز، از احزاب شیعی عربستان سعودی است که پس از پیروزی انقلاب اسلامی ایران تشکیل شد. این حزب ابتدا توسط عده‌ای از عربستانی‌های ساکن قم شکل گرفت و رفته‌رفته دارای تشکیلات گسترده‌ای شد و دارای چندین دفتر در ایران و خاورمیانه و اروپا است. گفته می‌شود این نهاد و گروه، که با الهام گرفتن از حزب‌الله لبنان تشکیل شده، دارای رویکردی نزدیک به رویکرد سپاه پاسداران و حزب‌الله لبنان است.